# Variazioni sinfoniche su "Non potho reposare" (Mertens)
Variazioni sinfoniche su "Non potho reposare" – canto della nostalgia is een compositie voor mezzosopraan en harmonieorkest van de Nederlandse componist Hardy Mertens uit 2001. 
Het werk werd op cd opgenomen door het Groot Harmonieorkest van de Belgische Gidsen te Brussel onder leiding van Norbert Nozy en op dvd door het Landesblasorchester Baden Württemberg onder leiding van Isabelle Ruf-Weber.